# Thulinverken

Industribyggnaderna 1915 och 1923.

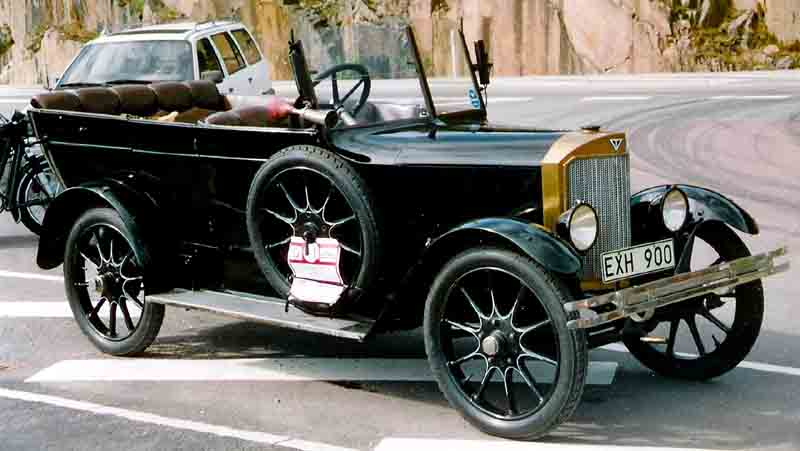
Thulin A25 1925.

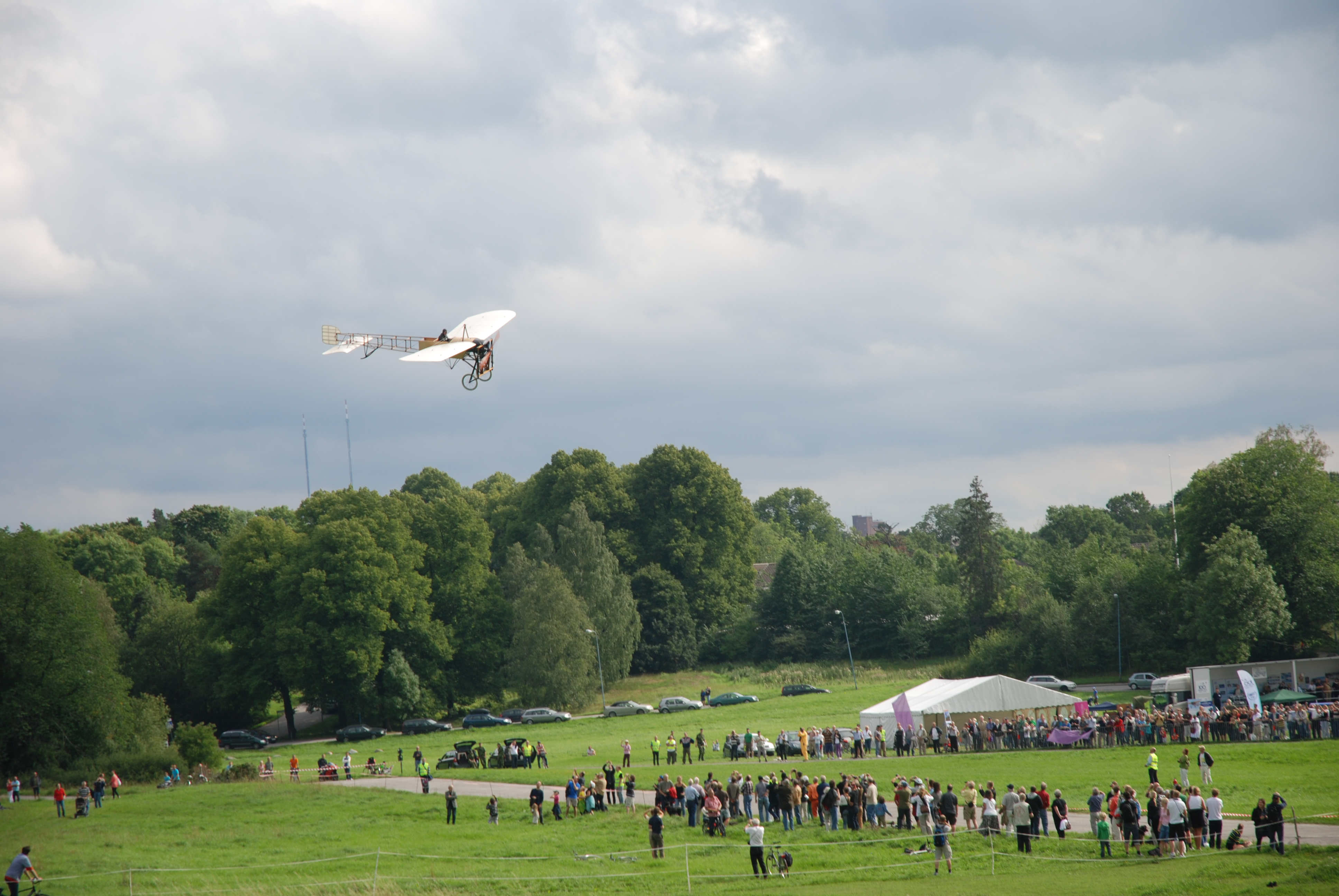
Jungfruflygning för publik över Gärdet i Stockholm i augusti 2010 av Tekniska Museets Thulin Typ A från 1918, restaurerad till flygdugligt skick 2009/10 av Mikael Carlson.

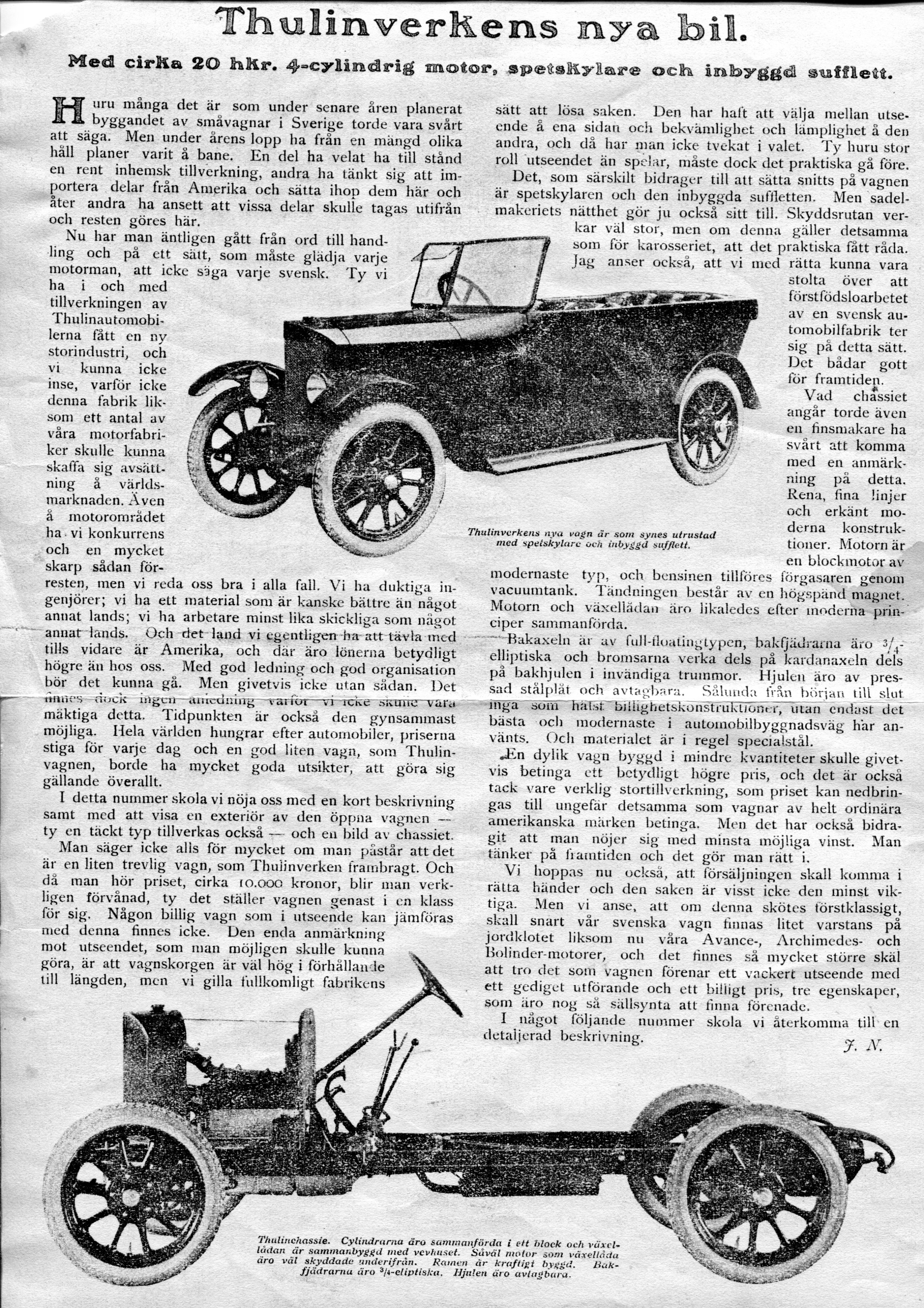
Broschyr om Thulinverkens nya bil. Troligen tidigt 1920-tal.

AB Thulinverken, senare AB Enoch Thulins Aeroplanfabrik (AETA), var ett tidigare verkstadsindustriföretag i Landskrona. 1912 hade Oscar Ask grundat ett flygplansföretag i Landskrona och i november 1913 ingick flygaren och flygingenjören Enoch Thulin kompanjonskap med denne. I augusti följande år övertog Thulin ledningen av firman och den 15 juli 1915 antogs bolagsordningen för ”Aktiebolaget Enoch Thulins Aeroplanfabrik”. Den första styrelsen  utgjordes av Enoch Thulin, Gustaf Dahlén och ingenjören Gustaf Ericsson.
Fram till 1919 utökades aktiekapitalet till 6 miljoner och sistnämnda år ändrades namnet till ”Aktiebolaget Thulinverken”.
Flygfabriken startade i ett enkelt träskjul invid Landskronas järnvägsstation, men Ask flyttade redan 1912 verksamheten till den plats där fabriken sedan skulle komma att utvecklas. De stora utvidgningarna av lokalerna inleddes dock först 1914 och 1917 uppfördes en monteringshall i tre våningar. I fabriken fanns en för den tiden avancerad avdelning för materialprovning samt ett aerodynamiskt laboratorium. För det sistnämnda hade man uppfört en stor hall med fyra stora tuber innehållande fläktar med en diameter på 3,7 meter. Med denna anläggning kunde man testa vindstyrkor på över 30 meter per sekund.
Arbetsstyrkan vid fabriken uppgick 1914 till 12–15 personer, 1917 till 200 personer och 1919 till 900 personer. Till en början tillverkades endast flygplansstommarna, men 1916 började man även tillverka motorerna. Dessa utvecklades utifrån den så kallade le Rhonemotorn. Genom att bland annat använda sig av svenskt kullager ökade man prestandan i motorerna och dessa fick internationellt ett gott rykte.
Fabrikens första flygmaskiner levererades till det svenska försvaret. Snart påbörjades export även till Danmark och Norge. Under världskriget såldes ett par hundra maskiner till Nederländerna och under Finlands inbördeskrig inköpte landet ett antal flygplan. 
Fabriksledningen etablerade från 1916 samarbete med danska ”Aktieselskabet Nielsen & Winther” som med hjälp från Landskrona byggde motorer dels av egen, dels av Thulintyp. Emellertid försämrades utförselmöjligheterna för motorer drastiskt i slutet och efter 1:a världskriget och bolaget hamnade i svårigheter. För att stärka verksamheten påbörjade tillverkning av bilar sommaren 1919. 
- Thulin A20 (1920) [2]
- Thulin A25 (1925)
- Thulin automobil typ B, 1927 [3]

I januari 1919 avgick Enoch Thulin som chef för företaget. Den 14 maj omkom han i en flygkrasch under en flygning över Landskrona. Den 20 augusti 1920 tvingades företaget i konkurs. År 1922 rekonstruerades företaget av ”Förvaltningsbolaget Teve” och på hösten samma år framtogs en ny bilmodell i nya serier i mindre skala. Biltillverkningen pågick fram till 1928. 
En betydande tillverkning av bromssystem gjorde att Thulinverken 1958 sammanfördes med det 1913 grundade Svenska AB Bromsregulator. Rester av denna verksamhet ingår i SAB Wabco AB, som sedan 2004 ägs av franska Faiveley Transport.

## Flygplan tillverkade vid AETA
- Thulin Typ A – spaningsflygplan
- Thulin Typ B – spaningsflygplan
- Thulin Typ C – spaningsflygplan
- Thulin Typ D – spaningsflygplan
- Thulin Typ DA – "försöksaeroplan"[4]
- Thulin Typ E – spaningsflygplan
- Thulin Typ FA – spaningsflygplan
- Thulin Typ G – spaningsflygplan
- Thulin Typ GA – spaningsflygplan
- Thulin Typ H – tremotorigt bombflygplan
- Thulin Typ I – tvåmotorigt bombflygplan, ej byggt
- Thulin Typ J – okänt
- Thulin Typ K – jaktflygplan
- Thulin Typ L – spaningsflygplan
- Thulin Typ LA – spaningsflygplan
- Thulin Typ M – vidareutveckling av Thulin K
- Thulin Typ N – jaktflygplan
- Thulin Typ NA – jaktflygplan